# Bodo Krüger
Bodo Krüger (* 5. März 1958 in Hannover) ist Journalist und war Chefredakteur der Neuen Presse in Hannover.

## Leben
Nach einem Studium der Germanistik und Geschichte begann er ein Volontariat bei der Wolfsburger Allgemeinen Zeitung. Krüger wechselte 1987 als Sportreporter zur Neuen Presse und berichtete zu Beginn über die Bundesliga-Mannschaft von Hannover 96. Er war Korrespondent bei den Fußballweltmeisterschaften in
Italien (1990) und in den USA (1994). Ab 1995 gehörte Krüger zur Chefredaktion der Neuen Presse. Später wurde er stellvertretender Chefredakteur. Seit dem 1. Januar 2013 war Krüger Chefredakteur der Zeitung. Zum 1. April 2021 ging er in den Ruhestand, ihm folgte Carsten Bergmann.
Krüger war ebenfalls Geschäftsführer der Neue Presse Redaktion GmbH & Co. KG.

## Auszeichnungen
Krüger wurde 2006 mit einem European Newspaper Award ausgezeichnet.